# رامون لوبيث بيلاردي
{{صندوق معلومات كاتب
|الاسم           = رامون لوبيث بيلاردي         
|صورة           = Lvelarde.jpg
|تاريخ_الميلاد   =  21 يونيو 1888
|مكان_الميلاد    =  خيريز دي غارسيا ساليناس
|تاريخ_الوفاة   = 19 يونيو 1921 (32 سنة)

|مكان_الوفاة    = مكسيكو
|جنسية          =  المكسيك
|المهنة         =  شاعر
|الحركة_الأدبية  = ما بعد الحداثة
|أهم_الأعمال     =
|التوقيع     =[[ملف:[Firma de Ramon.jpg]]
}}
رامون مودستو لوبيث بيلاردي بيرومن (بالإسبانية: Ramón López Velarde)‏ (بالإسبانية: Ramón Modesto López Velarde Berumen) شاعر مكسيكي، ولد في مدينة خيريز دي غارسيا ساليناس في زاكاتيكاس، المكسيك في 21 يونيو 1888. وتتبلور أعماله في التيار الأدبي ما بعد الحداثة. ونال شهرة كبيرة في المكسيك حيث اعتبر الشاعر الوطني لها. وتوفي في مكسيكو في 19 يونيو 1921.

## السيرة الذاتية

### سنوات التعليم
ولد رامون فيلاردي في بلدية خيريز بولاية زاكاتيكاس.وهو الابن الأول للمحامي لخوسيه جوادلوبي لوبيث بيلاردي وترينيداد بيرومين يامس من أصل تسعة أبناء. وينتمي والده لمقاطعة خاليسكو، فيما تنحدر والدته من عائلة من ملاك الأراضي المحليين. وقد أسس والده مدرسة كاثوليكية في خيريز بعدما لم يلق النجاح في مهنة المحاماة. وفي عام 1900، ذهب رامون إلى مدرسة زاكاتيكاس، وقد ظل هناك لعامين. وبعد ذلك انتقل إلى مدرسة أغواسكاليينتس حيث انتقل والديه إلى هناك. وفي عام 1905، فضل رامون أن يترك المدرسة ومستقبله المحتمل كوصفه كاهنا واختار مجال القانون.
وخلال سنوات التعلم، كان لوبيث بيلاردي يفضل قضاء عطلته في خيريز. وخلال مرحلة الشباب، أرسله والديه إلى مدرسة للفتيات، ولكنه كان مستاءً للغاية حيال ذلك. وبعد بضع سنوات، كان في غاية الامتنان، لأنه تعلم كيف يعامل النساء. وفي ذلك الوقت، فقد التقى رامون خوزيفا دي لوس ريوس، التي يرتبط بها بعلاقة قرابة ولكنها من بعيد، وهي تكبره بثمان أعوام، وقد تركت فيه انطباعا عميقا. وقد كتب لوبيث بيلاردي أول قصيدة شعرية له عام 1905 بعنوان فونسنتا] وفيما يبدو أنها مستوحاة من خوزيفا.
وفي العام التالي مباشرة، ساهم في تحرير مجلة البوهيمي، التي نشرت في أغواسكاليينتس من قبل بعض من أصدقائه، باسمه المستعار ريكاردو وينسر أوليفاريس. وقد اتحدت المجموعة البوهيمية مع مانويل كابيرو، الكاثوليكيي عدو تيار الحداثة الأدبي. وكان ذلك على خلفية الجدل الذي دار بسبب عودة ظهور مجلة أثول عام 1907، إلا أن مداخلاتهم لم تلق الرواج المطلوب ولم يكن لها أي صدى يذكر في الحياة الأدبية في المكسيك.
وفي يناير من عام 1908، بدأ لوبيث بيلاردي في دراسة القانون في جامعة سان لويس بوتوسي. وبعدها بوقت قصير، توفي والده، تاركا الأسرة، التي عادت إلى مدينة خيريز، في وضع اقتصادي صعب. ولكن رامون فيلاردي كان قادرا على مواصلة دراسته بفضل الدعم الذي تلقاه من أخواله. واستمر فيلاردي في التحرير في مختلف منشورات نيكاكسا مثل (المراقب، والمناقشة، ونحن) ، وبعدها كان الدور على منشورات غوادالاخارا مثل (الإقليمي، الريشة والقلم الرصاص). وذلك حدث بعد أن توقفت مجلة البوهيمي عن الظهور عام 1907.
وقد قرأ رامون فيلاردي في جامعة سان لويس بوتوسي لشعراء تيار الحداثة، وخصوصا لأمادو نيرفو وللإسباني أندريس جونزاليث بلانكو، مما أدى إلى حدوث تغيير جذري في وجهة نظره حيال الجماليات. ومنذ تلك اللحظة، أصبح فيلاردي مدافعا قويا عن تيار الحداثة. وفي عام 1910، أعد لتحرير مخطوطة، والتي لم يقدر لها أن تنشر أبدا. ولكنها في الوقت ذاته أصبحت نقطة الانطلاق لباكورة أعماله الدم الورع.

### سنوات الثورة
وقد أيد رامون فيلاردي صراحة مطالب فرانسيسكو ماديرو الأول عام 1910، الذي يعرفه معرفة شخصية، والتي تدعو إلى إجراء إصلاحات سياسية. وفي عام 1911، حصل على شهادة في القانون وتولى منصب قاضي المحكمة في بلدة فينادو الصغيرة في ولاية سان لويس. وبالرغم من ذلك، فقد ترك منصبه في آخر العام، وسافر إلى مدينة مكسيكو ظننا منه أن ماديرو، الرئيس الجديد للجمهورية، سوف يمنحه منصبا في الحكومة. ولكن لسوء حظه، أن هذا لم يحدث، وربما يرجع ذلك إلى الكاثوليكية المتشددة لرامون فيلاردي.
أما في عام 1912، فقد دعاه معلمه السابق إدوارد ج. كوريا إلى المساعدة في تحرير لا ناسيون، الصحيفة اليومية الكاثوليكية لمدينة المكسيك. فقد كتب فيلاردي بعضا من القصائد والعروض والكثير من المقالات حول الوضع السياسي الجديد في المكسيك. وقد هاجم العديد من الأمور، ومن بينهم إيمليانو زاباتا. وقد ترك عمله في الصحيفة قبل فترة وجيزة لانتفاضة التاسع من فبراير عام 1913 في مدينة المكسيك، والتي أدت بدورها إلى انتقال السلطة إلى فيكتوريانو هويرتا. وقد حاول فيلاردي الابتعاد عن الاضطرابات وعاد من جديد إلى سان لويس بوتوسي، حيث عمل في مكتب للمحاماة. وهناك وقع في حب ماريا دي نيفارس، والتي سعى إليها طوال حياته، إلا أنهم لم يصلوا إلى مرحلة الزواج
وفي أوائل عام 1914 استقر فيلاردي نهائيا في مدينة المكسيك. وفي منتصف عام 1915، تولى قيادة المكسيك فينوستيانو كارانسا، وتبدأ معها مرحلة الهدوء النسبي. وقد طغى تيار ما بعد الحداثة بقيادة الشاعر والصحفي المكسيكي إنريكي جونزاليز مارتينيز (1871- 1952) على الشعر المكسيكي، والذي نادرا ما يقدره فيلاردي، والذي وضح جليا عندما نشر فيلاردي موضوعا متعلقا بذلك في تلل الأعوام. وفي المقابل ارتبط فيلاردي بعلاقة صداقة وثيقة مع الشاعر والصحفي المكسيكي خوان خوسيه تابلادا (1871- 1945). وفي هذه السنوات أيضا بدأ في الاهتمام بأعمال الشاعر والصحفي والسياسي الأرجنتيني ليوبولدو لوجونس (1874-1938) والذي كان له تأثيرا فعالا على أعمال فيلاري.

## أعمال رامون لوبيث بيلاردي

### الشعر
- الدم الورع (1916)
- انقلاب (1919)
- في القلب (1932)

### النثر
- في تلك اللحظة
- المراسلات مع إدوارد ج. ,كوريا وغيرها الكتابات الشبابية.

## وصلات خارجية
- رامون لوبيث بيلاردي على موقع الموسوعة البريطانية (الإنجليزية)
- رامون لوبيث بيلاردي على موقع ميوزك برينز (الإنجليزية)